# دوري آزادغان 2005–06
دوري آزادغان 2005–06 هو موسم من دوري آزادغان. فاز فيه نادي مس كرمان.